# Železný Jan (pohádka)

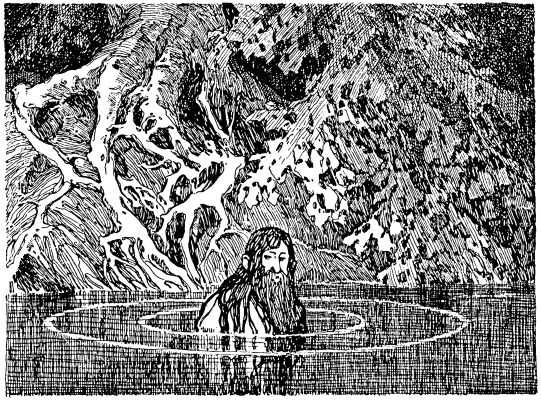
Železný Jan: ilustrace k pohádce (Otto Ubbelohde, 1909)

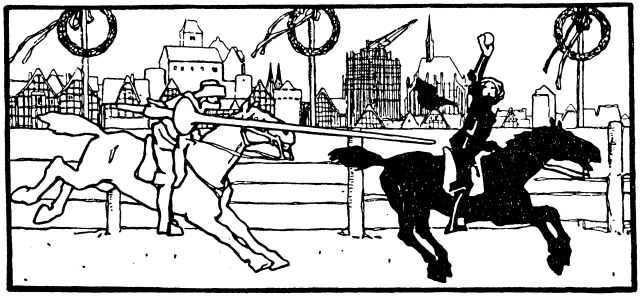
Železný Jan: další ilustrace (Otto Ubbelohde, 1909)

Železný Jan je klasická německá pohádka, kterou do svých sbírek ústní lidové slovesnosti zapsali Bratři Grimmové. Jacob a Wilhelm lidové pohádky publikovali v původní ústní podobě, postupně ale byly jazykově i obsahově upravovány, a staly se významnou inspirací pro filmová a divadelní zpracování.
Železný Jan není řazen mezi nejznámější pohádky bratří Grimmů, jako je například Sněhurka a sedm trpaslíků nebo O Červené Karkulce, přesto je vhodným příkladem chlapeckého iniciačního příběhu a byl také v roce 2011 zfilmován režisérem Manuelem Siebenmannem.

## Děj
Vše začíná v jednom malém království, které obklopuje hluboký les. Z tohoto lesa se nikdo živý nikdy nevrátil. V lese se ukrývá divý muž jménem Železný Jan, co každého stáhne do bažin a utopí. Nakonec se ho přece jen podaří chytit a uvěznit na zámku.
Malý princ, který si hraje na nádvoří, upustí svůj zlatý míč, a ten se zakutálí až k divému muži. Uvězněný ho oklame a princ mu pomůže utéct ven. Železný Jan ale unáší mladého prince s sebou. Princi dá v lese důležitý úkol, a to hlídat posvátnou studánku. Princ však úkol nezvládne a do studánky upadne, namočí si své vlasy, a ty se tak promění ve zlaté. Jan malého prince vyžene.
Princ je nucen si najít práci jako zahradník v cizím království. Tamní princezna spatří princovy vlasy a, uchvácena, si nechá od něho nosit květiny. Když jde celé království do války, princ se jí též účastní, a s pomocí Železného Jana, který ho vybaví brněním a vojskem, zvítězí. Je uctíván jako hrdina, nikdo neví, že se jedná o jejich nového zahradníka. Princ-rytíř svůj pravý původ neprozradí a nadále zůstává v království.
Král uspořádá bál, kde princezna třikrát hází jablkem. Ten kdo jablko chytí si princeznu může vzít. Jablko pokaždé chytí princ, ale utíká. Při posledním útěku princezna zahlédne jeho zlaté vlasy, a tak pozná v rytíři zahradníka, který přiznává svou identitu a královský původ. Vše šťastně končí svatbou, kde je i divý Železný Jan vysvobozen ze své zlé kletby.
Kouzelná pohádka o Železném Janu je typickým iniciačním příběhem. Vzestupná cesta hrdiny neprobíhá přímočaře, ale v okamžiku, kdy zapomene na své podřízené postavení a musí se sám vrátit pro pomoc Železného Jana, který v tomto případě zastupuje jeho nevědomí a instinkty. Tím, že hrdina osvobodil Železného Jana, osvobodil sám sebe a definitivně dospěl.

## Motivy
Pohádka jako literární žánr je charakteristická svým morálním apelem. Princezna tak v pohádkových souvislostech představuje dosažení nejvyššího životního cíle, osobního dozrání. Hrdina se „cestou za princeznou“ učí opravdovosti života, naučí se překonávat překážky, poskytovat pomoc, získávat přátele a poznávat vlastní možnosti. Vyprávěná (ústní tradicí předávaná) původní pohádková forma vedla k tomu, že řada pohádek má podobné náměty, motivy, které jsou různě variovány (např. různé verze Popelky).

### Železný Jan
Postava Železného Jana odkazuje k ryze mužským atributům. Ztělesňuje boj, tvrdost, odolnost. Je statečný a zásadový, zastupuje válku. Jako divý muž představuje svět instinktů a pudů, k nimž se člověk obtížně dostává.
V pohádce žije na dně jezera, kam je velmi obtížné se dostat a získat tak dané mužské atributy.

### Motivy místa
Pohádkové motivy míst lze interpretovat dvojím způsobem:
- Realistická interpretace znamená, že daná místa zastupují skutečnost. Les představuje skutečný les; studánka je studánkou. Při interpretaci textu by se čtenáři neměli nechat zmást místními údaji jako město, zámek, les, jeskyně…, neboť se jedná o obecná určení místa, která se mohou nacházet kdekoliv a v jakémkoliv čase.
- Achetypální interpretace – v tomto případě každý motiv má ještě další přenesený význam a zastupuje určitý archetyp. Les zde zastupuje průchod; bloudění lesem představuje archetyp strachu, zmatku, chaosu. Jeskyně je místem úkrytu, spočinutí, sebepoznání; zámek jako sídlo nejvyšších hodnot, ale také místo nebezpečí, nedosažitelnosti. Město je veřejným prostorem komunikace a společenství, lidský výtvor proti přírodnímu, např. lesu. Všechny tyto (archetypální) významy slouží v textu k propojení místa a děje. Na určitých místech se odehrávají určité děje, které by k interpretaci měly být lehce odhalitelné i pro nejmenší děti.

## Barvy
Důležitou roli v příběhu hraje symbolika barev:
- Rudá, červená barva je symbolem života, lásky, citu.
- Bílá barva symbolizuje nevinnost a čistotu.
- Černá – v pohádce o Železném Janu není černá barva symbolem smutku a smrti, znázorňuje moudrost a inteligenci.
- Zlatá barva se v příběhu objevuje hned dvakrát; zlaté jablko je symbolem moudrosti a dospělosti, nahrazuje tak zlatý míč, který se objevuje na začátku příběhu jako symbol dětství.